# 克洛弗鎮區 (明尼蘇達州哈伯德縣)
克洛弗鎮區（英語：Clover Township）是位於美國明尼蘇達州哈伯德縣的一個行政鎮區。此地得名自當地常見的白三葉草（Trifolium repens）。

## 地方資料
克洛弗鎮區的面積為92.24平方千米，當中陸地面積為88.04平方千米，而水域面積為4.20平方千米。根據2020年美國人口普查的數據，當地共有人口125人，而人口密度為每平方千米1.36人。